# 1908 în film
- 1907 în cinematografie — 1908 în cinematografie — 1909 în cinematografie

## Premiere
- La glu (1908)
- Giordano Bruno eroe di Valmy (1908)
- The Adventures of Dollie
- After Many Years
- The Assassination of the Duke of Guise
- Dr. Jekyll and Mr. Hyde
- Dreams of Toyland
- A L'Ecu d'Or ou la bonne auberge (Film francez, considerat ca primul film porno)
- The Fairylogue and Radio-Plays
- Fantasmagorie de Émile Cohl (primul film de animație de lung-metraj)
- In the Sultan's Power
- Macbeth
- Over The Hill To The Poorhouse
- The Reprieve: An Episode in the Life of Abraham Lincoln
- Rescued from an Eagle's Nest
- Romeo and Juliet
  - Stenka Razin
- The Taming of the Shrew
- The Thieving Hand
- Un dame vraiment bien (Feuillade)

## Decese
- Peter F. Dailey (1868–1908)